# Эж с хвостиком
ƺ (эж с хвостиком) — буква расширенной латиницы, устаревший символ МФА.

## Использование
Была впервые упомянута в документах МФА в 1921 году как символ для огублённого звонкого альвеолярного или палатального фрикатива, используемого в некоторых южноафриканских языках. Была официально утверждена в 1928 году с описанием «огублённый [ʒ]», в 1976 году исключена по причине неиспользуемости.

## Юникод
Включена в стандарт Юникод начиная с версии 1.0.0 в блоке «Расширенная латиница — B» (англ. Latin Extended-B) под шестнадцатеричным кодом U+01BA, изначально имела некорректное название «latin small letter yogh with tail». Оно было исправлено на 
нынешнее «latin small letter ezh with tail» в версии 2.0.